# Religioni in Iran
La religione più diffusa in Iran è l'islam. Secondo il censimento del 2011, i musulmani rappresentano il 99,4% della popolazione e sono in maggioranza sciiti.  
Secondo stime del governo statunitense, i musulmani rappresentano il 99% della popolazione e le altre religioni rappresentano complessivamente l'1% della popolazione.
Secondo una stima del 2015 dell'Association of Religion Data Archives (ARDA), il 98,8% della popolazione segue l’islam, lo 0,3% della popolazione segue le religioni riconosciute dallo stato (cristianesimo, zoroastrismo ed ebraismo), lo 0,3% della popolazione segue il bahaismo, lo 0,3% della popolazione non segue alcuna religione e lo 0,1% della popolazione segue altre religioni, mentre il restante 0,2% della popolazione non dichiara l'affiliazione religiosa.
La costituzione iraniana stabilisce che il Paese è una repubblica islamica e che l'slam sciita è la religione ufficiale dello stato. Ai musulmani è vietato convertirsi ad un'altra religione o rinunciare alle proprie convinzioni religiose. Le uniche minoranze religiose riconosciute sono gli zoroastriani, gli ebrei e i cristiani, che hanno il permesso di compiere riti e cerimonie religiose; i cittadini appartenenti a questi gruppi devono registrarsi con le autorità. I cittadini che non sono zoroastriani, ebrei o cristiani non possono effettuare espressioni religiose pubbliche; sono previste tuttavia alcune eccezioni per gli stranieri che non appartengono a gruppi religiosi non riconosciuti. Ai non musulmani è vietato effettuare azioni di proselitismo religioso nei confronti dei musulmani.

## Religioni riconosciute dallo stato

### Islam
I musulmani iraniani sono in maggioranza sciiti e la loro consistenza è stimata fra il 90 e il 95%; il secondo gruppo è rappresentato dai sunniti, la cui consistenza è stimata fra il 5 e il 10%. Sono presenti anche seguaci del sufismo, ma questa corrente dell’islam non è riconosciuta in Iran e non ci sono statistiche sulla loro consistenza.

### Ebraismo
In base ai dati del censimento del 2011, in Iran vi sono circa 9.000 ebrei.

### Zoroastrismo
In base ai dati del censimento del 2011, in Iran vi sono circa 25.000 zoroastriani.

## Altre religioni
In Iran è presente una consistente minoranza di seguaci del bahaismo, religione che tuttavia non è riconosciuta, essendo considerata una setta eretica dell’islam. Vi sono inoltre piccoli gruppi di seguaci del buddhismo, dell'induismo, del sikhismo, dello yarsanesimo e del mandeismo.